# Нишавска армия
Нишавската армия е военна групировка, образувана от сръбското главно командване през септември-октомври 1885 за нашествието в Княжество България през ноември същата година. Тъй като на нея се пада изпълнението на основната стратегическа цел във войната – овладяването на София, в тази армия са включени над ⅔ от всички мобилизирани войници (44 000 – 47 000 от общо 62 000 – 65 000 души) със 116 оръдия, разпределени в четири пехотни дивизии (Дунавската, Шумадийската, Дринската и Моравската) и една конна бригада. Названието „Нишавска“ е дадено официално след поражението при Сливница, когато тези войски се оттеглят в долината на Нишава за отбрана на Цариброд и Пирот. Дотогава под прякото командване на крал Милан Обренович, след Сливница те са поставени под началството на полковник Петър Топалович. В Пиротското сражение (14-15 ноември) Нишавската армия наброява 35 500 бойци (без обозните части).